# Giusto Tolloy

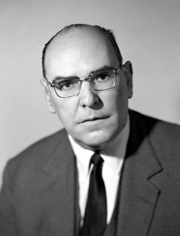
Giusto Tolloy, 1968

Giusto Tolloy (* 3. November 1907 in Triest, Friaul-Julisch Venetien; † 14. Januar 1987 in Como, Provinz Como) war ein italienischer Politiker der Italienischen Sozialistischen Partei PSI (Partito Socialista Italiano), der unter anderem von 1948 bis 1958 Mitglied der Abgeordnetenkammer (Camera dei deputati) sowie von 1958 bis 1972 Mitglied des Senats (Senato della Repubblica) war. Er bekleidete zudem zwischen 1966 und 1968 im Kabinett Moro III als Außenhandelsminister.

## Leben
Giusto Tolloy war nach einer militärischen Ausbildung als Offizier tätig und nahm während des Zweiten Weltkrieges am Griechisch-Italienischen Krieg (28. Oktober 1940 bis 23. April 1941) teil. Später diente er als Major im Italienischen Expeditionskorps in Russland CSIR (Corpo di spedizione italiano in Russia), welches von August 1941 bis Juli 1942 mit deutschen Verbänden der Heeresgruppe Süd in der Ukraine. Später engagierte er sich unter dem Decknamen „Mario Tarchi“ für Giustizia e Libertà, eine Widerstandsbewegung gegen den Faschismus und nach dem Waffenstillstand von Cassibile am 3. September 1943 während der deutschen Besatzung im Zweiten Weltkrieg in der Widerstandsbewegung Resistenza und als Partisan in der Funktion als Sekretär der Nationalen Vereinigung der Partisanen Italiens ANPI (Associazione Nazionale Partigiani d’Italia) in der Provinz Forlì-Cesena.
Bei den Parlamentswahlen am 18. April 1948 wurde er für die Italienische Sozialistische Partei PSI (Partito Socialista Italiano) erstmals zum Mitglied der Abgeordnetenkammer (Camera dei deputati) gewählt, der er nach seinen darauf folgenden Wiederwahlen von der ersten bis zum Ende der zweiten Legislaturperiode am 11. Juni 1958 an. Während seiner Parlamentszugehörigkeit war er in der zweiten Legislaturperiode vom 1. Juli 1953 bis zum 11. Juni 1958 Vizevorsitzender des Verteidigungsausschusses (Commissione difesa).
Tolloy wurde bei den Parlamentswahlen am 25. Mai 1958 zum Mitglied des Senats (Senato della Repubblica) gewählt, dem er von der dritten bis zum Ende der fünften Legislaturperiode am 24. Mai 1972 angehörte. Zu Beginn seiner Senatszugehörigkeit fungierte er zwischen dem 10. Juli 1958 und dem 15. Mai 1963 als Sekretär des Ständigen Verteidigungsausschusses (Commissione permanente Difesa). In der vierten Legislaturperiode war er zunächst vom 1. Juli 1963 bis zum 29. Juli 1964 Sekretär sowie im Anschluss zwischen dem 30. Juli 1964 und dem 22. Februar 1966 als Vorsitzender der PSI-Fraktion im Senat. Zugleich fungierte er vom 11. März 1964 bis zum 22. Februar 1966 als Vizevorsitzender des Ständigen Ausschusses für Auswärtiges (Commissione permanente Affari esteri).
Am 23. Februar 1966 wurde Giusto Tolloy in das Kabinett Moro III berufen und bekleidete in diesem bis zum 24. Juni 1968 das Amt des Außenhandelsminister (Ministro del Commercio con l’Estero). Zuletzt war er nach seinem Ausscheiden aus der Regierung in der fünften Legislaturperiode zwischen dem 18. Juli 1968 und dem 24. Mai 1972 noch einmal Vizevorsitzender des Ständigen Ausschusses für Auswärtiges. Er war ferner von 1969 und 1972 als Vertreter des italienischen Parlaments  Mitglied des Europäischen Parlamentes.

## Veröffentlichungen
- L’epoca delle rivoluzioni commerciali, Rom 1967
- Con l’armata italiana in Russia, Livorno 1944, Neuauflagen: Turin 1947, Mailand 1968
- Venezia. Per salvarne la storia restituirle la vita: Perché? Come?…, Verona 1968

## Hintergrundliteratur
R. Pagan: Il prezzo della libertà. Giusto Tolloy, scritti inediti e testimonianze di vita e di politica, Reggio Calabria, 2015